# Bethlehem (New York)
Bethlehem è una città degli Stati Uniti d'America situata nello Stato di New York e in particolare nella contea di Albany.